# Alstonia costata
Alstonia costata är en oleanderväxtart som först beskrevs av Georg Forster och som fick sitt nu gällande namn av Robert Brown.
Alstonia costata ingår i släktet Alstonia och familjen oleanderväxter. Inga underarter finns listade i Catalogue of Life.